# Anthracia ephialtes
Anthracia ephialtes is een vlinder uit de familie uilen (Noctuidae). De wetenschappelijke naam is voor het eerst geldig gepubliceerd in 1822 door Hübner.
De soort komt voor in Europa.